# Лаббро
Лаббро (итал.  Labbro) — гора в итальянской области Тоскана.

## Описание
Эоценовый известняковый рельеф к западу от горы Амиата. Высота над уровнем моря — 1193 м. Расположена между долинами рек Альбенья и Фьора.
Природный заповедник Монте-Лаббро простирается на площади более 650 гектаров. Фауна представлена бесчисленным множеством видов, некоторые из которых представляют общественный интерес.